# Манакор (футбольный клуб)
«Манакор» (исп. CD Manacor) — испанский футбольный клуб из одноимённого города, в автономном сообществе Балеарские острова. Клуб основан в 1923 году, гостей принимает на арене «На Капеллера», вмещающей 4 000 зрителей. В Примере и Сегунде команда никогда не выступала, лучшим результатом является 16-е место в Сегунде в сезоне 1985/86.

## Сезоны по дивизионам
- Сегунда B — 5 сезонов
- Терсера — 56 сезонов
- Региональная лига — 21 сезон

## Достижения
- Терсера
  - Победитель (4): 1959/60, 1989/90, 1992/93, 2010/11

## Известные игроки и воспитанники
- Мигель Анхель Надаль
- Тони Муньос